# Бетеев, Валентин Ильич
Валентин Ильич Бетеев (27 марта 1933, Владикавказ — 7 апреля 1997, Москва) — советский офицер органов государственной безопасности, генерал-майор КГБ СССР. В 1970—1980‑е годы занимал руководящие должности в 5‑м управлении КГБ и возглавлял управление КГБ по Ивановской области.

## Биография
Валентин Бетеев родился в 1933 году в городе Владикавказ. Окончил Центральную комсомольскую школу при ЦК ВЛКСМ и Высшую школу КГБ СССР в Москве.
Начал службу в региональных подразделениях КГБ и дослужился до звания генерал-майора. В 1970‑е годы занимал должность заместителя начальника отдела 5‑го управления КГБ, курировавшего советскую творческую интеллигенцию — писателей, артистов и культурные учреждения. В состав так называемой «литературной группы» 5‑го управления входили офицеры, контролировавшие Союз писателей СССР, Литературный институт им. Горького и крупные издательства.
Позднее Бетеев был назначен начальником управления КГБ по Ивановской области (УКГБ). В этой должности он руководил работой органов госбезопасности региона и занимался контрразведывательными и оперативными мероприятиями.

## Августовский путч 1991 года
В августе 1991 года Валентин Бетеев открыто поддержал Государственный комитет по чрезвычайному положению (ГКЧП), который стремился сохранить СССР и восстановить контроль центральной власти. После провала путча он оказался в политической изоляции, и его дальнейшая служебная карьера в органах государственной безопасности завершилась.

## Память
Валентин Ильич Бетеев скончался в 1997 году. В газете «Северная Осетия» был опубликован некролог, в котором его деятельность на службе госбезопасности была отмечена коллегами и сослуживцами.
Он был женат на Руслане Бетеевой (ум. 13 апреля 2013 года). У супругов двое детей:
- дочь Людмила Бетеева (род. 1964),

- сын Тимур Бетеев (род. 1969).